# Veel Tamtam
Veel Tamtam was een Vlaams programma dat in 2020 werd uitgezonden op VTM. Het programma werd gepresenteerd door Jonas Van Geel. 
Seizoen 1 bestond uit 9 afleveringen. In elke afleveringen hebben de 3 teamcaptains een Bekende Vlaming mee. De teamcaptains zijn Jan Mulder, Lize Feryn, Wouter Deprez, Herman Brusselmans en Barbara Sarafian. 
| Afl. | Presentatie    | Teamcaptains       | Teamcaptains | Teamcaptains     | Gast BV's                                         |
| ---- | -------------- | ------------------ | ------------ | ---------------- | ------------------------------------------------- |
| 1    | Jonas Van Geel | Jan Mulder         | Lize Feryn   | Wouter Deprez    | Bart Cannaerts, Lukas Lelie, Jens Dendoncker      |
| 2    | Jonas Van Geel | Jan Mulder         | Lize Feryn   | Barbara Sarafian | Dirk Van Tichelt, Nina Derwael, Thomas Briels     |
| 3    | Jonas Van Geel | Herman Brusselmans | Lize Feryn   | Wouter Deprez    | Bart Kaëll, Gers Pardoel, Laura Tesoro            |
| 4    | Jonas Van Geel | Jan Mulder         | Lize Feryn   | Barbara Sarafian | Hakim Chatar, Marcel Vanthilt, Anke Buckinx       |
| 5    | Jonas Van Geel | Herman Brusselmans | Lize Feryn   | Barbara Sarafian | Evi Hanssen, Aster Nzeyimana, Rani De Coninck     |
| 6    | Jonas Van Geel | Jan Mulder         | Lize Feryn   | Barbara Sarafian | Stefaan Degand, Sven De Ridder, Flor Decleir      |
| 7    | Jonas Van Geel | Jan Mulder         | Lize Feryn   | Wouter Deprez    | Tine Embrechts, Liesa Naert, Frances Lefebure     |
| 8    | Jonas Van Geel | Herman Brusselmans | Lize Feryn   | Barbara Sarafian | Jeron Amin Dewulf, Thomas Smith, Kamal Kharmach   |
| 9    | Jonas Van Geel | Herman Brusselmans | Lize Feryn   | Jan Mulder       | Koen Wauters, Sven De Leijer, Julie Van den Steen |

| Overzicht          | Afl. 1 | Afl. 2 | Afl. 3 | Afl. 4 | Afl. 5 | Afl. 6 | Afl. 7 | Afl. 8 | Afl. 9 |
| ------------------ | ------ | ------ | ------ | ------ | ------ | ------ | ------ | ------ | ------ |
| Jonas Van Geel     |        |        |        |        |        |        |        |        |        |
| Jan Mulder         |        |        |        |        |        |        |        |        |        |
| Herman Brusselmans |        |        |        |        |        |        |        |        |        |
| Lize Feryn         |        |        |        |        |        |        |        |        |        |
| Wouter Deprez      |        |        |        |        |        |        |        |        |        |
| Barbara Sarafian   |        |        |        |        |        |        |        |        |        |

 presentatie
 teamcaptain 1
 teamcaptain 2
 teamcaptain 3